# 舒乌比耶
舒乌比耶（阿拉伯语：‎），另译“舒欧比亚”，指非阿拉伯裔穆斯林对乌玛内部阿拉伯人特权地位的反应。

## 词源
该运动的名称源自阿拉伯语“舒欧布”，意为“民族”。穆斯林经常用《古兰经》第四九章《寝室（侯主拉特）》中的第十三节来反驳不同人群之间的偏见和争论。
:يَا أَيُّهَا النَّاسُ إِنَّا خَلَقْنَاكُم مِّن ذَكَرٍ وَأُنثَى وَجَعَلْنَاكُمْ شُعُوباً وَقَبَائِلَ لِتَعَارَفُوا إِنَّ أَكْرَمَكُمْ عِندَ اللَّهِ أَتْقَاكُمْ إِنَّ اللَّهَ عَلِيمٌ خَبِيرٌ
众人啊！我确已从一男一女创造你们，我使你们成为许多民族和宗族，以便你们互相认识。在真主看来，你们中最尊贵者，是你们中最敬畏者。真主确是全知的，确是彻知的。

## 社会政治运动
该词早在9世纪之前就被运用于政治运动。哈瓦利吉派用它来表示扩大“民族”和“宗族”之间的平等，以实现伊斯兰教所有追随者之间的平等。这是对古莱什声称有权领导乌玛的主张的直接回应。

### 在伊朗
当被指代特定的政治运动时，该术语指的是波斯穆斯林对伊朗9世纪和10世纪伊斯兰教日益阿拉伯化的反应。它主要关注于波斯文化和波斯人身份认同的保护。这一运动最显着的影响是波斯语流传至今。然而，这场运动从未叛教，其基础是伊斯兰教的种族和民族平等的思想。
在8世纪末9世纪初，在经过多年的阿拔斯王朝哈里发的压迫之后，波斯民族主义运动再次兴起。该运动留下了大量的波斯文学和新形式诗歌。这场运动的幕后主使大多是波斯人，但埃及人、柏柏尔人和阿拉米人的说法得到了证实。

### 在安达卢西亚
在东方的舒乌比耶运动结束两个世纪后，另一种形式的运动在伊斯兰化的西班牙出现，并被穆拉迪人（伊比利亚穆斯林）所操控。它主要由柏柏尔人推动，但包括许多欧洲文化团体，如加利西亚人、加泰罗尼亚人（当时称为法兰克人）、卡拉布里亚人和巴斯克人。舒乌比耶文学的代表作为安达卢西亚诗人伊本·加西亚所著的书信体诗文。然而，根据《阿拉伯文学百科全书》所述，伊本·加西亚的书信体诗文只是次要的，诗文的少数典型倾向于重复从早期伊斯兰化的东方国家（如伊朗）文学所采用的陈词滥调。

## 新舒乌比耶
1966年，萨米·汉娜和G·H·加德纳在《中东期刊》上发表了一篇题为“Al-Shu'ubiyah Updated”的文章。荷兰大学教授Leonard C. Biegel在其1972年的《中东少数民族：作为政治因素在阿拉伯世界的重要性》一书中首次提出“新舒乌比耶”一词，他受到汉娜和加德纳的文章的启发，而新创该词用以命名在中东地区非阿拉伯或非穆斯林的民族主义的现代运动。例如亚述民族主义、库尔德民族主义、 法老主义、 腓尼基主义和叙利亚民族主义。在1984年的一篇文章中，Daniel Dishon和Bruce Maddi-Weitzmann也使用了“新舒乌比耶”一词。
其中一些群体，特别是库尔德人、亚述人、雅兹迪人和曼達安人以及极少数的马哈拉米人既非阿拉伯人也不讲阿拉伯语，并且在阿拉伯人（或伊斯兰教）征服近东前后都表现出了独特的民族特征。
在2002年的一篇文章中，Ariel I. Ahram提出了该术语的一种反对伊拉克什叶派穆斯林，更普遍地说是反对全体什叶派穆斯林的现代解释。